# Pasquale Festa Campanile
Pasquale Festa Campanile (Melfi, 1927. július 28. – Róma, 1986. február 25.) olasz filmrendező, forgatókönyvíró és író.
Filmrendezőként és regényíróként tevékenykedő, termékeny rendező volt, pályafutása során különböző műfajokban dolgozott, különösen az olasz vígjátékban.

## Élete
Pasquale Festa Campanile 1927. július 28-án született Melfiben, Potenza megyében, Raffaele Festa Campanile és Olga Pappadà fiaként. 1936-ban, kilencévesen családjával Rómába költözött, ahol újságíróként és irodalomkritikusként kezdett dolgozni. 1947-ben a La Fiera Letteraria folyóirat szerkesztője lett, 1948-ban a La Caravella irodalmi díjat, 1951-ben pedig a Marzotto újságírói díjat kapta meg, Ebben az időszakban a rádiónak, majd a televíziónak is szentelte magát.
Roberto Bianchi Montero Faddija – A bosszú törvénye (1950) című filmjének forgatókönyvírójaként lépett be a Cinecittà világába, majd csak 1955-ben tért vissza újra a mozi világába Mauro Bolognini A szerelmesek című filmjének témája és forgatókönyve végett, s elnyerte az Ezüst Szalag díjat. 1956-ban közreműködött Dino Risi Poveri ma belli című művének elkészítésében. 1957-ben publikálta első, önéletrajzi epizódok által ihletett regényét, a La nonna Sabellát, amivel Re degli amici- és Corrado Alvaro-díjat kapott. A könyv felkeltette a kíváncsiságot a mozi világában, olyannyira, hogy Dino Risi filmet készített belőle, amelynek a következő évben folytatása is lett (La nipote Sabella), Giorgio Bianchi rendezésében.
Ezt követően olyan tekintélyes filmekhez is készültek forgatókönyvei, mint a Rocco és fivérei, valamint Luchino Visconti A párduca, Mauro Bolognini La viaccia és Nanni Loy Nápoly négy napja, amelyekhez átmenetileg félretette az irodalmat. 1963-tól a rendezés felé fordult, számos filmet forgatott vegyes eredménnyel, a drámától az olasz vígjátékig, a szatírától a kosztümös filmekig.
Rendezőként debütált az Un tentativo sentimentale (1963), amelyet Franciosával közösen rendeztek, akivel később a Le voci bianchét (1964) rendezték. Az ész állandósága (1965), amely Vasco Pratolini azonos című regényén alapul, az első olyan film, amelyben önálló rendezőként szerepelt. Más filmeket is rendezett, mint például a La matriarca (1968) című olasz vígjátékot Catherine Spaak és Jean-Louis Trintignant, valamint A hím feketerigó (1971) Laura Antonellivel és Lando Buzzancával.
1973-ban elkészítette a Rugantinót, Garinei és Giovannini azonos nevű zenés vígjátékának filmadaptációját, Adriano Celentano főszereplésével, aki a rendező más filmjeiben is szerepel majd, mint például a L'emigrante (1973), a Qua la mano (1980) és a Bingo Bongo (1982).
1975-től visszatért az irodalomhoz más elbeszélő művek megjelentetésével, amelyek egy részét később maga adaptálta vászonra: többek között A trieszti lány, A tolvaj, a Campiello-díj A bűn, a Rhegium Julii Nemzeti Díj. fikció A szerelmet jól kell csinálni. A szerelemért, csak a szerelemért ( Premio Campiello 1984) amelyet helyette Giovanni Veronesi vitt képernyőre 1993-ban.
1976-ban Bud Spencerrel és Enzo Cannavaléval rendezte Zsoldoskatonáját, amelyben Barletta kihívását ironikusan értelmezi újra, 1977-ben pedig az Autostop rosso sanguét Franco Nero és Corinne Cléry közreműködésével, karrierje szokatlan filmjét, egy thrillert, amely nem volt mentes a cenzúrától, különösen külföldön. Visszatért a vígjátékhoz a Come perdere una moglie… e trovare un'amante (1978) című filmekkel, Johnny Dorellivel és Barbara Bouchet-val. Az Il corpo della ragassa (1979) Lilli Caratival és Enrico Maria Salernóval mérsékelt sikert ugyan elért, de egyes kritikusok vitatták a rendezést és a forgatókönyvet, valamint Carati színészi játékát.
A nyolcvanas években Festa Campanile is a transzszexualitás kényes témájának szentelte magát a Nessuno è perfetto (Senki sem tökéletes) (1981), Renato Pozzettóval és Ornella Mutival, aki egy nemet váltott férfi szerepét játssza. Egy másik film ebben a témában a Più bello di così si muore (Szebb, mint így meghalni, 1982), Enrico Montesanóval a transzvesztita szerepében. AzIl petomane (1983) az egyik legismertebb vígjátéka, amelyet a "Le Pétomane" néven ismert francia művész, Joseph Pujol élete ihletett az Ugo Tognazzi főszereplésével készült filmben.
A rendező 58 éves korában Rómában hunyt el májrák szövődményei következtében.

## Magánélete
Először feleségül vette Anna Salvatore festőnőt, és egy bizonyos ideig romantikus szálak fűzték Maria Grazia Spina, Catherine Spaak és Lilli Carati színésznőkhöz. Ezután feleségül vette Rosalba Mazzamuto közéleti vezető és írót: a házasság a férfi haláláig tartott.

## Filmográfia

### Rendező és forgatókönyvíró
- Un tentativo sperimental (Egy szentimentális próbálkozás), társrendező: Massimo Franciosa (1963)
- Le voci bianche, társrendező: Massimo Franciosa (1964)
- La costanza della ragione (Az ész állandósága) (1964)
- Szüzet a hercegnek! (1965)
- Válás olasz módra (1966)
- Az erenyöv (1967)
- A férj az enyém, és megölöm, amikor akarom (1967)
- A lány és a tábornok (1967)
- A matriárka (1968)
- Sekk (1969)
- Hova mész meztelenül? (1969)
- Amikor a nőknek farkuk volt (1970)
- Milyen szerelemmel, mekkora szerelemmel (1970)
- A feketerigó hímje (1971)
- Amikor a nők elvesztették a farkukat (1971)
- A Calandria (1972)
- Jus primae noctis (1972)
- Az emigráns (1973)
- Rugantino (1973)
- La sculacciata (1974)
- Jobb, ha jól szeretkezünk (1975)
- Mondd, hogy mindent megteszel értem (1976)
- Zsoldoskatona (1976)
- Vérvörös autóstop (1977)
- Kedves menyasszony (1977)
- Hogyan veszítsünk el egy feleséget és találjunk szeretőt (1978)
- Vasárnap, a Szombat, vasárnap és péntek epizódja (1979)
- A Ragassa teste (1979)
- Gegè Bellavita (1979)
- Casanova visszatérése (1980)
- A tolvaj (1980)
- Itt a kezem (1980)
- Senki sem tökéletes (1981)
- Segg és ing (1981)
- Manolesta (1981)
- Bingo Bongo (1982)
- A trieszti lány (1982)
- Jobb, mint így meghalni (1982)
- Piszok tehén (1982)
- Egy szegény gazdag (1983)
- A petomániás (1983)
- Egy megfelelő botrány (1984)

### Forgatókönyvíró
- Faddija - A bosszú törvénye, rendezte: Roberto Bianchi Montero (1949)
- A szerelmesek, rendezte: Mauro Bolognini (1955)
- Terror a városban, rendezte: Anton Giulio Majano (1957), téma
- A nő, aki a tengerből jött, rendezte: Francesco De Robertis (1957)
- Sabella nagymama, rendezte: Dino Risi (1957)
- Poveri ma belli, rendezte: Dino Risi (1957)
- Gyönyörű, de szegény, rendezte: Dino Risi (1957)
- A mama kókuszdiója, rendezte: Mauro Morassi (1957)
- Nyaralás Ischiában, rendezte: Mario Camerini (1957)
- Fiatal férjek, rendezte: Mauro Bolognini (1958)
- Ladro lui, ladra lei, rendezte: Luigi Zampa (1958)
- Totò és Marcellino, rendezte: Antonio Musu (1958)
- Tutti innamorati, rendezte: Giuseppe Orlandini (1958)
- Velence, a hold és te, rendezte: Dino Risi (1958)
- I. Ferdinánd nápolyi király, rendezte: Gianni Franciolini (1959)
- Il magistrateo, rendezte: Luigi Zampa (1959)
- Száz kilométer, rendezte: Giulio Petroni (1959)
- Szegény milliomosok, rendezte: Dino Risi (1959)
- Rocco és fivérei, rendezte: Luchino Visconti (1960)
- Az ezredes hármasa stb., rendezte: Claude Boissol (1960)
- A bérgyilkos, rendezte: Elio Petri (1961)
- La viaccia, rendezte: Mauro Bolognini (1961)
- Hippolyta szépsége, rendezte: Giancarlo Zagni (1962)
- Nápoly négy napja, rendezte: Nanni Loy (1962)
- Szmog, rendezte: Franco Rossi (1962)
- A párduc, rendezte: Luchino Visconti (1963)
- In Italia si chiama amore (Olaszországban szerelemnek hívják), rendezte Virgilio Sabel (1963), dokumentumfilm
- Nap és hold nélkül, rendezte: Luciano Ricci (1963)
- Egy modern történet - A méhkirálynő, rendezte: Marco Ferreri (1963)

## Filmadaptációk
- Sabella nagymama, rendezte: Dino Risi (1957)
- Jobb, ha jól szeretkezünk, rendezte: Pasquale Festa Campanile (1975)
- A tolvaj, rendezte: Pasquale Festa Campanile (1980)
- A trieszti lány, rendezte: Pasquale Festa Campanile (1982)
- Boldog karácsonyt... Boldog új évet, rendezte: Luigi Comencini (1989)
- A szerelemért, csak a szerelemért, rendezte: Giovanni Veronesi (1993)

## Művei
- Sabella nagymama (1957)
- Jobb, ha jól szeretkezünk (1975)
- A tolvaj (1977)
- Bűn (1980)
- A trieszti lány (1982)
- Per amore, solo per amore (1984);
- A szerelmes boszorkány (1985)
- Boldog karácsonyt, boldog új évet (1986)
- A boldogság szép dolog (2017)

## Fordítás
- Ez a szócikk részben vagy egészben  a   Pasquale Festa Campanile című olasz Wikipédia-szócikk ezen változatának fordításán alapul.  Az eredeti cikk szerkesztőit annak laptörténete sorolja fel. Ez a jelzés csupán a megfogalmazás eredetét és a szerzői jogokat jelzi, nem szolgál a cikkben szereplő információk forrásmegjelöléseként.

## Bibliográfia
- Andrea Pergolari: Pasquale Festa Campanile ovvero La sindrome di Matusalemme. Róma: Aracne Editrice